# Sattelegg
Il Sattelegg è un passo nel Canton Svitto che collega la località di Vorderthal a Willerzell. Scollina a un'altitudine di 1 190 m s.l.m.